# کنتو ناکامورا
کنتو ناکامورا (ژاپنی: 中村 健人؛ زادهٔ ۱ سپتامبر ۱۹۹۷) یک بازیکن فوتبال اهل ژاپن است.
از باشگاه‌هایی که در آن بازی کرده‌است می‌توان به باشگاه فوتبال کاگوشیما یونایتد اشاره کرد.